# ترطيب متعدد التأثيرات
الترطيب متعدد التأثير (MEH) هو طريقة تستخدم لتحلية مياه البحر بطريقة الحرارية. تستخدم دورات تبخير متعددة للتكثيف عند مستويات حرارة منفصلة لتقليل إجمالي استهلاك الطاقة لعمليات الترطيب الشمسي.